# Teixit limfoide associat a les mucoses
El teixit limfoide associat a les mucoses (TLAM o, de l'anglès: MALT), també anomenat teixit limfàtic associat a les mucoses, és un sistema difús de petites concentracions de teixit limfoide que es troba en diversos llocs de la membrana submucosa del cos, com ara el tracte gastrointestinal, la nasofaringe, la tiroide, la mama, pulmó, glàndules salivals, ulls i pell. El TLAM està poblat per limfòcits com els limfòcits T i les limfòcits B, així com cèl·lules plasmàtiques i macròfags, cadascun dels quals està ben situat per trobar antígens que passen per l'epiteli de la mucosa. En el cas del MALT intestinal, també hi ha cèl·lules M, que mostren l'antigen de la llum i l'entreguen al teixit limfoide. El MALT constitueix al voltant del 50% del teixit limfoide del cos humà. Les respostes immunitàries que es produeixen a les membranes mucoses són estudiades per la immunologia de les mucoses.